# Equação de estado
Na termodinâmica, uma equação de estado é uma relação matemática entre as grandezas termodinâmicas de estado,  entre funções de estado de um sistema termodinâmico. Mais especificamente, uma equação de estado é uma equação termodinâmica que descreve o estado da matéria sob um dado conjunto de condições físicas. É uma equação constitutiva que provê uma relação matemática entre duas ou mais funções de estado associadas com a matéria, tais como sua temperatura, pressão, volume, energia interna ou entropia. Equações de estado são úteis para a descrição das propriedades de fluidos, misturas de fluidos, sólidos, e até o interior de estrelas.
Uma equação de estado difere de uma equação fundamental no ponto em que uma equação de estado não encerra em si todas as informações termodinâmicas a respeito do sistema em estudo, ao passo que uma equação fundamental necessariamente o faz. A partir de uma equação fundamental é possível, mediante o formalismo termodinâmico, obter-se todas as equações de estado para o sistema, contudo o inverso não é verídico caso não se conheçam previamente todas as equações de estado do sistema. A ausência de apenas uma implica, em princípio, perda de informação associada ao sistema e a impossibilidade de construir-se uma equação fundamental a partir das outras. Há várias formas de expressar-se uma equação fundamental, estas relacionando-se mutuamente através das respectivas transformadas de Legendre.
A distinção entre uma equação fundamental e uma equação de estado é feita em função das grandezas relacionadas, e exige alguma compreensão sobre termodinâmica. A exemplo, a energia interna de um gás ideal, quando expressa em função do número de partículas do sistema, de seu volume e de sua entropia, constitui uma equação fundamental. Caso a equação da energia interna encontre-se expressa em função do número de partículas, de seu volume e da temperatura absoluta, tem-se então uma equação de estado e não mais uma equação fundamental. Esta, desde que junta à equação de Clayperon, permite a obtenção da primeira. Em contrapartida, dada apenas a primeira, obtém-se sem problemas ambas as equações de estado citadas.

## Visão global
O uso mais importante de uma equação de estado é o de prever o estado de gases e líquidos. Uma das mais simples equações de estado para essa finalidade é a lei dos gases ideais, que é aproximadamente exata para gases a baixas pressões e temperaturas moderadas. No entanto, essa equação se torna cada vez mais imprecisa a altas pressões e temperaturas mais baixas, e falha em prever a condensação de um gás em um líquido. Portanto, uma série de equações de estado muito mais precisas têm sido desenvolvidas para gases e líquidos. Atualmente, não há equação de estado única que preveja exatamente as propriedades de todas as substâncias em todas as condições.
Além de prever o comportamento dos gases e líquidos, há também equações de estado para predizer o volume de sólidos, Incluindo a passagem de sólidos a partir de um estado cristalino para o outro. Há equações que modelam o interior do estrelas, incluindo estrelas de nêutrons. Um conceito relacionado é o fluido perfeito, equação de estado utilizada na cosmologia.

## Histórico

### Lei de Boyle (1662)

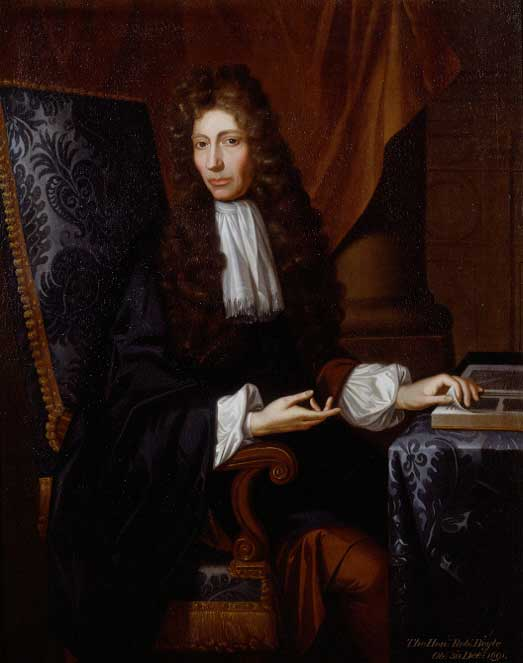
Retrato de Robert Boyle pintado por Johann Kerseboom

A lei de Boyle foi talvez a primeira expressão de uma equação de estado. Em 1662, o físico e químico irlandês Robert Boyle realizou uma série de experimentos empregando um tubo de vidro em forma de J, que foi selado em uma extremidade. Mercúrio foi adicionado ao tubo, prendendo uma quantidade fixa de ar no final curto e selado do tubo. Em seguida, o volume de gás foi cuidadosamente medido como mercúrio adicional adicionada ao tubo. A pressão do gás pode ser determinada pela diferença entre o nível de mercúrio na extremidade curta do tubo que apresentava abertura na extremidade. Através destas experiências, Boyle observou que o volume do gás variou inversamente com a pressão. Em forma matemática, este pode ser estabelecido como:
{\displaystyle pV=\mathrm {constante} .\,\!}
A relação acima também foi atribuída a Edme Mariotte e é por vezes referida como lei de Mariotte ou lei de Boyle-Mariotte. No entanto, o trabalho de Mariotte não foi publicado até 1676.

### Lei de Charles ou Lei de Charles e Gay-Lussac (1787)
Em 1787 o físico francês Jacques Charles observou que oxigênio, nitrogênio, hidrogênio, dióxido de carbono e ar expandem-se na mesma medida sobre o mesmo intervalo de 80 kelvin. Mais tarde, em 1802, Joseph Louis Gay-Lussac publicaram resultados de experimentos similares, indicando uma relação linear entre volume e temperatura:
{\displaystyle {\frac {V_{1}}{T_{1}}}={\frac {V_{2}}{T_{2}}}.}

### Lei de Dalton das pressões parciais (1801)
A lei de Dalton das pressões parciais estabelece que a pressão de uma mistura de gases é igual a soma das pressões de todos os gases constituintes isolados.
Matematicamente, isto pode ser representado para n espécies como:
{\displaystyle p_{\text{total}}=p_{1}+p_{2}+\cdots +p_{n}=p_{\text{total}}=\sum _{i=1}^{n}p_{i}.}

### A lei dos gases ideais (1834)

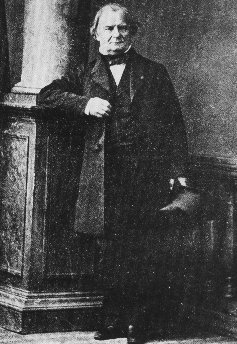
Benoît Clapeyron

Em 1834 Benoît Clapeyron combinou a lei de Boyle e a lei de Charles no primeiro estabelecimento da lei dos gases ideais. Inicialmente a lei foi formulada como pVm=R(TC+267) (com temperatura expressa em graus Celsius), onde R é a constante dos gases. No entanto, mais tarde, o trabalho revelou que o número deve realmente estar mais próximo de 273,2 , e então a escala Celsius foi definida com 0 °C = 273,15 K, resultando:
{\displaystyle \ pV_{m}=R(T_{C}+273,15).}

### Equação de estado de Van der Waals
Em 1873, J. D. van der Waals introduziu a primeira equação de estado derivada pelo pressuposição de um volume finito ocupado pelas moléculas constituintes.  Sua nova fórmula revolucionou o estudo de equações de estado, e foi a mais afamadamente continuada via a equação de estado de Redlich–Kwong e a modificação de Soave de Redlich-Kwong.

## Principais equações de estado
Para uma determinada quantidade de substância contida em um sistema, a temperatura, volume e pressão não são grandezas independentes; são conectadas por uma relação de forma geral:
{\displaystyle {\ f(p,V,T)=0}.}
Nas equações a seguir as variáveis são definidas como segue. Qualquer consistente conjunto de unidades pode ser usado, embora unidades do SI são preferidas. Temperatura absoluta refere-se a ao uso das escalas de temperatura Kelvin (K) ou Rankine (°R), com zero sendo o zero absoluto.
{\displaystyle \ p} = pressão (absolute);{\displaystyle \ V} = volume; {\displaystyle \ n} = número de moles de uma substância
{\displaystyle \ V_{m}} = {\displaystyle {\frac {V}{n}}} = volume molar, o volume de 1 mol de gás ou líquido
{\displaystyle \ T} = temperatura absoluta;{\displaystyle \ R} = constante dos gases ideais (8,314472 J/(mol·K))
{\displaystyle \ p_{c}} = pressão no ponto crítico;{\displaystyle \ V_{c}} = volume molar no ponto crítico;{\displaystyle \ T_{c}} = temperatura absoluta no ponto crítico

### Lei dos gases ideais clássica
A lei dos gases ideais clássica pode ser escrita:
{\displaystyle {\ pV=nRT}.}
A lei dos gases ideais também pode ser expressa como segue
{\displaystyle {\ p=\rho (\gamma -1)e}}
onde {\displaystyle \rho } é a densidade, {\displaystyle \gamma =C_{p}/C_{v}} é o índice adiabático (razão de calores específicos), {\displaystyle e=C_{v}T} é a energia interna por unidade de massa (a "energia interna específica"), {\displaystyle C_{v}} é o calor específico a volume constante, e {\displaystyle C_{p}} é o calor específico a pressão constante.

## Equações de estado cúbicas

### Equação de estado de Van der Waals
A equação de Van der Waals de estado pode ser escrita:
{\displaystyle {\left(p+{\frac {a}{V_{m}^{2}}}\right)\left(V_{m}-b\right)=RT}}
onde {\displaystyle V_{m}} é o volume molar, e {\displaystyle a} e {\displaystyle b} são constantes específicas da substância. Podem ser calculadas das propriedades críticas {\displaystyle p_{c},T_{c}} e {\displaystyle V_{c}} (notando-se que {\displaystyle V_{c}} é o volume molar no ponto crítico) como:
{\displaystyle a=3p_{c}\,V_{c}^{2}}
{\displaystyle b={\frac {V_{c}}{3}}.}
Também escrito como
{\displaystyle a={\frac {27(R\,T_{c})^{2}}{64p_{c}}}}
{\displaystyle b={\frac {R\,T_{c}}{8p_{c}}}.}
Proposta em 1873, a equação de estado de van der Waals foi uma das primeiras a obter melhores resultados que a lei dos gases ideais. Nesta marcante na história equação {\displaystyle a} é chamado o parâmetro de atração e {\displaystyle b} o parâmetro de repulsão ou o volume molecular efetivo. Embora a equação seja definitivamente superior à lei dos gases ideais e não prever a formação de uma fase líquida, a concordância com os dados experimentais é limitada por condições em que forma-se líquido. Embora a equação de van der Waals seja comumente referenciada em livros-texto e artigos por razões históricas, é agora obsoleta. Outras equações modernas de complexidade apenas ligeiramente superior são muito mais precisas.
A equação de van der Waals pode ser considerada como a lei dos gases ideais "melhorada" devido a duas razões independentes:
1. As moléculas são consideradas como partículas com volume, e não pontos materiais. Assim {\displaystyle V} não pode ser muito pequeno, menos que alguma constante. Então, nós temos ({\displaystyle V-b}) em vez de {\displaystyle V}.
2. Enquanto as moléculas de um gás ideal não interagem, consideramos que moléculas atraem outras a uma distância dos raios de várias moléculas. Isto não causa efeito no interior do material, mas as moléculas da superfície são atraídas para o material da superfície. Vemos isso como uma diminuição da pressão sobre o revestimento exterior (que é usada na lei dos gases ideais), então escrevemos ({\displaystyle p+} algo) em vez de {\displaystyle p}. Para avaliar esse ‘algo’, devemos examinar uma força adicional agindo em um elemento de superfície gasosa. Enquanto a força que age em cada molécula de superfície é ~{\displaystyle \rho }, a força que age sobre o elemento inteiro é ~{\displaystyle \rho ^{2}}~{\displaystyle {\frac {1}{V_{m}^{2}}}}.

Com as variáveis de estado reduzidas, i.e. Vr=Vm/Vc, Pr=P/Pc e Tr=T/Tc, a forma reduzida da equação de Van der Waals pode ser formulada:
{\displaystyle {\left(P_{r}+{\frac {3}{V_{r}^{2}}}\right)\left(3V_{r}-1\right)=8T_{r}}}
O benefício desta forma é que para dadas Tr e Pr, o volume reduzido do líquido e gás pode ser calculado diretamente usando-se o método de Cardano para a forma reduzida:
{\displaystyle {V_{r}^{3}-({\frac {1}{3}}+{\frac {8T_{r}}{3P_{r}}})V_{r}^{2}+{\frac {3V_{r}}{P_{r}}}-{\frac {1}{P_{r}}}=0}}
Para Pr<1 e Tr<1, o sistema está em um estado de equilíbrio vapor líquido. A equação cúbica de estado reduzida resulta neste caso 3 soluções. a maior e a menor solução são o volume reduzido de gás e líquido.

### Equação de estado de Redlich–Kwong
{\displaystyle {p={\frac {R\,T}{V_{m}-b}}-{\frac {a}{{\sqrt {T}}\,V_{m}\left(V_{m}+b\right)}}}}
{\displaystyle a={\frac {0,42748\,R^{2}\,T_{c}^{\,2.5}}{p_{c}}}}
{\displaystyle b={\frac {0,08662\,R\,T_{c}}{p_{c}}}}
Introduzida em 1949, a equação de estado de Redlich–Kwong foi uma melhora considerável sobre outras equações de seu tempo. É ainda de interesse, principalmente devido à sua forma relativamente simples. Embora superior à equação de estado de van der Waals, ela trata pobremente no que diz respeito à fase líquida e, portanto, não pode ser usada para calcular com precisão equilíbrios líquido-vapor. No entanto, ele pode ser usado em conjunto com correlações de fase líquidas separadas para este fim.
A equação de Redlich-Kwong é adequada para o cálculo de propriedades em fase gasosa, quando a relação entre a pressão para o pressão crítica (pressão reduzida) é inferior a cerca de metade da proporção da temperatura para a temperatura crítica (temperatura reduzida):
{\displaystyle {\frac {p}{p_{c}}}<{\frac {T}{2T_{c}}}.}

### Modificação de Soave de Redlich-Kwong
{\displaystyle p={\frac {R\,T}{V_{m}-b}}-{\frac {a\,\alpha }{V_{m}\left(V_{m}+b\right)}}}
{\displaystyle a={\frac {0,42747\,R^{2}\,T_{c}^{2}}{P_{c}}}}
{\displaystyle b={\frac {0,08664\,R\,T_{c}}{P_{c}}}}
{\displaystyle \alpha =\left(1+\left(0,48508+1,55171\,\omega -0,17613\,\omega ^{2}\right)\left(1-T_{r}^{\,0,5}\right)\right)^{2}}
{\displaystyle T_{r}={\frac {T}{T_{c}}}}
Onde ω é o factor acêntrico para as espécies.
para o hidrogênio:
{\displaystyle \alpha =1,202\exp \left(-0,30288\,T_{r}\right).}
Em 1972 Soave substituiu o termo 1/√(T) da equação Redlich-Kwong com uma função α(T,ω) envolvendo a temperatura e o factor acêntrico. A função α foi concebida para ajustar os dados de pressão de vapor de hidrocarbonetos e a equação trata muito bem esses materiais.
Note-se especialmente que esta substituição muda a definição de a levemente, como a {\displaystyle T_{c}} é agora a segunda potência.

### Equação de estado de Peng-Robinson
{\displaystyle p={\frac {R\,T}{V_{m}-b}}-{\frac {a\,\alpha }{V_{m}^{2}+2bV_{m}-b^{2}}}}
{\displaystyle a={\frac {0,45724\,R^{2}\,T_{c}^{2}}{p_{c}}}}
{\displaystyle b={\frac {0,07780\,R\,T_{c}}{p_{c}}}}
{\displaystyle \alpha =\left(1+\left(0,37464+1,54226\,\omega -0,26992\,\omega ^{2}\right)\left(1-T_{r}^{\,0,5}\right)\right)^{2}}
{\displaystyle T_{r}={\frac {T}{T_{c}}}}
Na forma polinomial:
{\displaystyle A={\frac {a\alpha p}{R^{2}\,T^{2}}}}
{\displaystyle B={\frac {bp}{RT}}}
{\displaystyle Z^{3}-(1-B)\ Z^{2}+(A-2B-3B^{2})\ Z-(AB-B^{2}-B^{3})=0\,\!}
onde, {\displaystyle \omega } é o factor acêntrico das espécies, {\displaystyle R} é a constante dos gases perfeitos e Z=PV/(RT) é o fator de compressibilidade.
A equação de Peng-Robinson foi desenvolvida em 1976 de maneira a satisfazer as seguintes metas:
1. Os parâmetros deveriam ser expressáveis em termos de propriedades críticas e o factor acêntrico.
2. O modelo deveria produzir razoável precisão próximo ao ponto crítico, particularmente para cálculos do fator de compressibilidade e densidade de líquidos.
3. As regras de mistura não devem empregar mais de um único parâmetro de interação binário, que deve ser independente da pressão, temperatura e composição.
4. A equação deveria ser aplicável a todos os cálculos de todas as propriedades de fluidos em processos de gás natural.

Para a maior parte a equação de Peng-Robinson apresenta desempenho semelhante à equação de Soave, embora seja geralmente superior na predição da densidade de líquidos de diversos materiais, especialmente os apolares. As funções de partida da equação de Peng-Robinson são dadas em um artigo separado.

### Equação de estado de Elliott, Suresh e Donohue
A equação de estado de Elliott, Suresh e Donohue (ESD) foi proposta em 1990. A equação visa corrigir uma lacuna na equação de estado de Peng-Robinson, em que houve uma imprecisão no termo repulsivo de van der Waals. A equação de estado considera o efeito da forma de uma molécula não polar e pode ser estendida para polímeros, com a adição de um termo extra (não mostrado). A equação de estado em si foi desenvolvida por meio de simulações computacionais de modelagem e deve capturar a física essencial do tamanho, forma e ligações de hidrogênio.
{\displaystyle {\frac {pV_{m}}{RT}}=Z=1+Z^{\rm {rep}}+Z^{\rm {att}}}
onde:
{\displaystyle Z^{\rm {rep}}={\frac {4c\eta }{1-1,9\eta }}}
{\displaystyle Z^{\rm {att}}=-{\frac {z_{m}q\eta Y}{1+k_{1}\eta Y}}}
e
{\displaystyle c} é um "fator de forma", com {\displaystyle c=1} para moléculas esféricas
Para moléculas não esféricas, a seguinte relação é sugerida:
{\displaystyle c=1+3,535\omega +0,533\omega ^{2}} onde {\displaystyle \omega } é o factor acêntrico
O número reduzido de densidade {\displaystyle \eta } é definido como {\displaystyle \eta ={\frac {v^{*}n}{V}}}
onde
{\displaystyle v^{*}} é o parâmetro de tamanho característico
{\displaystyle n} é o número de moléculas
{\displaystyle V} é o volume do recipiente
O parâmetro de tamanho característico é relacionado ao parâmetro de forma {\displaystyle c} através de
{\displaystyle v^{*}={\frac {kT_{c}}{P_{c}}}\Phi }
onde
{\displaystyle \Phi ={\frac {0,0312+0,087(c-1)+0,008(c-1)^{2}}{1,000+2,455(c-1)+0,732(c-1)^{2}}}} e {\displaystyle k} é a constante de Boltzmann.
Observando-se as relações entre a constante de Boltzmann e a constante dos gases perfeitos, e observando-se que o número de moléculas pode ser expressa em termos de número de Avogadro e a massa molar, o número de densidade reduzido {\displaystyle \eta } pode ser expresso em termos do volume molar como
{\displaystyle \eta ={\frac {RT_{c}}{P_{c}}}\Phi {\frac {1}{V_{m}}}.}
O parâmetro de forma {\displaystyle q} aparece no termo de atração e o termo {\displaystyle Y} dados por
{\displaystyle q=1+k_{3}(c-1)} (e é portanto também igual a 1 para moléculas esféricas).
{\displaystyle Y=\exp \left({\frac {\epsilon }{kT}}\right)-k_{2}}
onde {\displaystyle \epsilon } é a profundidade do potencial de uma caixa quadrada e é dado por
{\displaystyle {\frac {\epsilon }{k}}={\frac {1,000+0,945(c-1)+0,134(c-1)^{2}}{1,023+2,225(c-1)+0,478(c-1)^{2}}}}
{\displaystyle z_{m}} , {\displaystyle k_{1}} , {\displaystyle k_{2}} e {\displaystyle k_{3}} são constantes na equação de estado:
{\displaystyle z_{m}=9,49} para moléculas esféricas (c=1)
{\displaystyle k_{1}=1,7745} para moléculas esféricas (c=1)
{\displaystyle k_{2}=1,0617} para moléculas esféricas (c=1)
{\displaystyle k_{3}=1,90476.}
O modelo pode ser estendido para associar os componentes e misturas de componentes não associados. Os detalhes estão no artigo de J.R. Elliott Jr et al. (1990).

## Equações de estado não cúbicas

### Equação de estado de Dieterici
{\displaystyle \ p(V-b)=RTe^{-a/RTV}}
onde a está associado com a interação entre moléculas e b leva em conta o tamanho finito das moléculas, similarmente à equação de Van der Waals.
As coordenadas reduzidas são:
{\displaystyle \ T_{c}={\frac {a}{4Rb}},\ p_{c}={\frac {a}{4e^{2}b^{2}}},\ V_{c}=2b.}

## Equações de estado viriais

### Equação de estado virial
{\displaystyle {\frac {pV_{m}}{RT}}=1+{\frac {B}{V_{m}}}+{\frac {C}{V_{m}^{2}}}+{\frac {D}{V_{m}^{3}}}+\dots }
{\displaystyle B=-V_{c}\,}
{\displaystyle C={\frac {V_{c}^{2}}{3}}}
Embora normalmente a mais conveniente equação de estado, a equação virial é importante porque pode ser derivada diretamente da mecãnica estatística. Se pressupostos apropriados sobre a formulação matemática das forças intermoleculares, expressões teóricas podem ser desenvolvidas para cada um dos coeficientes. Neste caso B corresponde a interações entre pares de moléculas, C para tripletos, e assim por diante. A precisão pode ser aumentada indefinidamente, considerando os termos de ordem superior.
Isto também pode ser usado para trabalhar-se sobre a temperatura de Boyle (a temperatura na qual B = 0 e a lei dos gases ideais aplicam-se) de a e b da equação de estado de Van der Waals. Se usa-se o valor para B mostrado abaixo;
{\displaystyle B=b-{\frac {a}{RT}}.}

### A equação de estado BWR
{\displaystyle p=\rho RT+\left(B_{0}RT-A_{0}-{\frac {C_{0}}{T^{2}}}+{\frac {D_{0}}{T^{3}}}-{\frac {E_{0}}{T^{4}}}\right)\rho ^{2}+\left(bRT-a-{\frac {d}{T}}\right)\rho ^{3}+\alpha \left(a+{\frac {d}{T}}\right)\rho ^{6}+{\frac {c\rho ^{3}}{T^{2}}}\left(1+\gamma \rho ^{2}\right)\exp \left(-\gamma \rho ^{2}\right)}
onde
p = pressão
ρ = a densidade molar
Valores dos vários parâmetros para 15 substâncias podem ser encontrados em K.E. Starling (1973). Fluid Properties for Light Petroleum Systems. [S.l.]: Gulf Publishing Company

## Outras equações de estado de interesse

### Equação de estado "enrijecida"
Quando considera-se água sob pressões muito altas (aplicações típicas são explosões nucleares subaquáticas, litotripsia de choque sônico e sonoluminescência) a equação de estado "enrijecida" é frequentemente usada:
{\displaystyle p=\rho (\gamma -1)e-\gamma p^{0}\,}
onde {\displaystyle e} é a energia interna por unidade de massa, {\displaystyle \gamma } é uma constante empiricamente determinada tomada como sendo aproximadamente 6.1, e {\displaystyle p^{0}} é outras constante, representando a atração molecular entre moléculas de água. A magnitude da correção é aproximadamente 2 gigapascais (20 000 atmosferas).
A equação é estabelecida nesta forma porque a velocidade do som na água é dado por {\displaystyle c^{2}=\gamma (p+p^{0})/\rho }.
Assim, a água se comporta como se fosse um gás ideal já a cerca de 20 000 atmosferas (2 GPa) de pressão, e explica porque a água é comumente assumida como sendo incompressível: quando as alterações da pressão externa a partir de 1 atmosfera a 2 atmosferas (100 kPa a 200 kPa), a água se comporta como um gás ideal quando varia de 20 001-20 002 atmosferas (2 000,1 MPa para 2 000,2 MPa).
Esta equação não prediz a capacidade de calor específico da água, mas algumas alternativas simples estão disponíveis para os processos severamente não isentrópicos tais como choques intensos.

### Equação de estado ultrarrelativística
Um fluido ultrarrelativístico tem equação de estado
{\displaystyle p=\rho _{m}c_{s}^{2}}
onde {\displaystyle p} é a pressão, {\displaystyle \rho _{m}} [e a densidade de massa, e {\displaystyle c_{s}} é a velocidade do som. Esta equação de estado tem aplicação em cosmologia.
No quadro da relatividade geral, as dinâmicas de modelos como os resultantes das soluções de Friedmann para as equações de campo implicam no tratamento do universo como um gás. Com base nestes modelos e com mudanças de valores de determinadas variáveis, procura-se se estabelecer o comportamento do universo ao longo do tempo. Como por exemplo no caso em que são considerados modelos simétricos axialmente anisotrótipos quando as fontes do campo gravitacional são matéria ultrarrelativística, assim como também é considerado homogêneo o campo magnético, e os fluxos de partículas livres.
Uma classe de soluções em cosmologia é obtida das equações de Einstein para esferas de líquido (um modelo para tratar-se o universo de uma maneira hidrodinâmica) com valores finitos da densidade de energia e pressão em seu centro. As chamadas quarta solução de Tolman e a solução de Adler pertencem a essa classe. Novas soluções são apresentadas, como por exemplo, com parâmetros de configuração calculados para uma equação de estado ultrarrelativístico no centro da esfera, assim como modelos que tratam do limite assintótico à singularidade cosmológica, na dinâmica de um universo quase isotrópico na presença de matéria ultrarrelativística e um campo de auto-interação escalar real.
São estudadas também a transmissão de ondas de choque em fluidos ultrarrelativísticos, com base em equações de estado para tais fluidos., Estes estudos com modelos de fluidos em cosmologia permitem a construção de uma teoria dinâmica geométrica de choque, também denominada teoria CCW (de Chester–Chisnell–Whitham com aplicações em astrofísica.
A colisão ultrarrelativista de íons pesados são tratadas por equações de estado numa hidrodinâmica relativística dependente do tempo.

### Equação de estado de Bose ideal
A equação de estado para um gás de Bose ideal é
{\displaystyle pV_{m}=RT~{\frac {{\textrm {Li}}_{\alpha +1}(z)}{\zeta (\alpha )}}\left({\frac {T}{T_{c}}}\right)^{\alpha }}
onde α é um expoente específico para o sistema (e.g. na ausência de um campo potencial,
α=3/2), z é exp(μ/kT) onde μ é o potencial químico, Li é o
polilogaritmo, ζ é a função zeta de Riemann, e Tc é a temperatura crítica na qual um condensado Bose–Einstein começa a formar-se.